# Steven Green (Leichtathlet)
Steven Green (* 15. Januar 1983 in Durham) ist ein ehemaliger britischer Sprinter und Hürdenläufer, der sich auf die 400-Meter-Distanz spezialisiert hat. Seinen größten Erfolg feierte er mit dem Sieg in der 4-mal-400-Meter-Staffel bei den Halleneuropameisterschaften 2007 in Birmingham.

## Sportliche Laufbahn
Erste internationale Erfahrungen sammelte Steven Green im Jahr 2001, als er bei den Junioreneuropameisterschaften in Grosseto mit 53,27 s in der ersten Runde im 400-Meter-Hürdenlauf ausschied. Im Jahr darauf belegte er bei den Juniorenweltmeisterschaften in Kingston in 51,14 s den vierten Platz über 400 m Hürden und 2003 schied er bei den U23-Europameisterschaften in Bydgoszcz mit 52,76 s im Halbfinale aus. 2007 schied er bei den Halleneuropameisterschaften in Birmingham mit 47,47 s im Semifinale im 400-Meter-Lauf aus und siegte mit der britischen 4-mal-400-Meter-Staffel in 3:07,04 min gemeinsam mit Robert Tobin, Dale Garland und Philip Taylor. Im August erreichte er bei der Sommer-Universiade in Bangkok das Finale über 400 m Hürden und kam dort nicht ins Ziel. Im Jahr darauf kam er bei den Hallenweltmeisterschaften in Valencia mit 47,44 s nicht über den Vorlauf über 400 Meter hinaus und belegte mit der Staffel in 3:09,21 min den fünften Platz. 

## Persönliche Bestzeiten
- 400 Meter: 47,43 s, 3. Mai 2004 in Gateshead
  - 400 Meter (Halle): 46,51 s, 16. Februar 2008 in Birmingham
- 400 m Hürden: 50,12 s, 2. August 2008 in Hendon